# Coti
Roberto Fidel Ernesto Sorokin Espasa, més conegut com a Coti Sorokin, Coti Espasa o senzillament Coti (Rosario, província de Santa Fe, Argentina, 14 de juny de 1973), és un cantautor argentí, conegut a Amèrica Llatina i Espanya per temes com «Antes que ver el sol», «Nada fue un error» o «Otra vez». També és coautor d'altres cançons interpretades per altres cantants com «Color esperanza», interpretada per Diego Torres, o «Andar conmigo» de Julieta Venegas.

## Biografia

### Començaments
Coti Sorokin va néixer a Rosario (província de Santa Fe) on el seu pare estudiava medicina. Als tres anys el seu pare va tornar a Concordia amb la seva família, on Coti va fer l'escola primària i secundària i després va començar a estudiar música i des de llavors la seva passió es va transformar en una ferma vocació. Després d'acabar l'escola secundària va tornar a Rosario, on va continuar els estudis a la Facultat d'Humanitats i Arts (UNR). Va formar el grup Luz Mala i va gravar un disc produït per Lito Nebbia, "el creador del rock en espanyol", segons Coti. Va ser guitarrista d'estudi del també argentí Andrés Calamaro durant dos de les seves produccions.

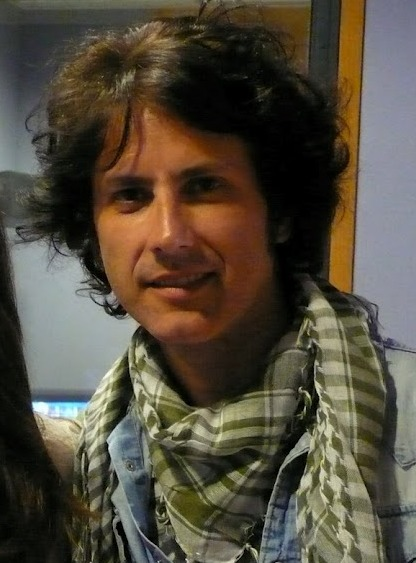

Coti es va traslladar a Buenos Aires on va trobar Javier Calamaro (el germà d'Andrés), va compondre per a altres artistes, es va fer habitual dels estudis d'enregistrament i va començar a produir. Així va néixer el primer disc de Javier Calamaro, compost i produït el 1995. Junts van fer també el disc Chiapas, on hi van intervenir Café Tacuba, Illya Kuryaki and the Valderramas, León Gieco, Fito Páez, Paralamas, Mercedes Sosa, Charly García i Maldita Vecindad, entre molts altres. Coti Sorokin va produir als grans del rock llatí.
També va assessorar els Enanitos Verdes ― «un "subidón" terrible perquè el grup havia treballat amb els millors productors», diu Coti― i va col·laborar estretament amb Andrés Calamaro a Honestidad brutal (1999). Andrés va col·laborar més tard en el primer disc de Coti com a solista, cantant a duo la cançó «Nada fue un error».
Amb l'experiència a coll, Coti pensa en la seva música, en les seves cançons, en el seu disc. «Sabia que en algun moment m'anava a arribar l'oportunitat. Sempre em vaig sentir còmode en la composició, començo a trobar-me bé gravant les meves cançons perquè les cantin altres (com Diego Torres, Alejandro Lerner o Sergio Dalma) i m'instal·lo un estudi a casa per a començar el meu disc.»

### Debut com a solista
Coti va començar a gravar el seu primer àlbum el gener de 2001. Contenia 11 cançons produïdes per ell mateix i per Cachorro López, gravades a Buenos Aires, mesclades a Miami i masteritzades a Madrid.
El febrer de 2002, després d'haver fitxat per Universal Music Spain, Coti va llançar des d'Espanya el seu àlbum debut, titulat Coti, que va estar precedit pel senzill Antes que ver el sol.
El 25 d'abril de 2003 va ser triat com a teloner de l'únic concert de Shakira a Espanya de la seva gira Tour de la Mangosta. L'argentí va escalfar els minuts previs al recital de la colombiana i va presentar les cançons del seu disc a la Plaça de Toros de Las Ventas de Madrid.
El març de 2004 va publicar, també amb Universal, Canciones para llevar, els temes de les quals havien estat composts gairebé íntegrament a Madrid l'any anterior i gravats als estudis Circo Beat, acompanyat per Matías Sorokin (guitarra i cors), Diego Olivero (teclat), Marcelo Novati (bateria) i Matías Eisenstaedt (baix i cors). Bailemos va ser el senzill de presentació.

### Consagració
No obstant això, la seva consagració arribaria el 2005, quan publica Esta mañana y otros cuentos. Es tracta d'un àlbum gravat en directe amb la col·laboració d'artistes com Ismael Serrano, Josemi Carmona, Julieta Venegas o Paulina Rubio, i reuneix tots els seus grans èxits. Amb aquestes últimes Coti va cantar el tema Nada fue un error.
El quart disc de la carrera de l'argentí i el seu tercer àlbum d'estudi, Gatos y palomas, va sortir a la venda el 26 de març de 2007. Compta amb 15 temes inèdits, 14 en CD i un en format digital. Encara que alguns recorden al Coti de sempre, uns altres, més pròxims al rock, tenen un estil més cru i urbà. El primer senzill va ser Canción de adiós i el segon, Mi espacio. Al maig d'aquell any es va iniciar la Gira LKXA de los 40 Principales, en la qual Coti, Dover i La Oreja de Van Gogh van actuar a set capitals espanyoles. A la tardor de 2007, al tancament de la gira per Espanya al Victoria Eugenia Antzokia de Sant Sebastià, va compartir escenari amb el donostiarra Mikel Erentxun. Als seus inicis a Espanya, Coti havia estat empadronat en aquesta ciutat, quan va començar a treballar amb la productora Get In! d'Íñigo Argomániz, una de les més capdavanteres en portar a grups com La Oreja de Van Gogh i Barricada i solistes com Álex Ubago o Mikel Erentxun.
Aleshores, Andrés Calamaro el va qualificar en una entrevista com "el Bob Dylan llatí".
En 2009 va llançar Malditas canciones, el seu cinquè treball, que va sortir a la venda el 31 de març a Espanya i a l'Argentina i posteriorment a la resta de Llatinoamèrica i els Estats Units. El senzill de presentació va ser Nunca tendré. El segon senzill va ser Perdoname, al qual hi col·laboraria Nena Daconte en una reedició del CD.
El 7 de maig va inaugurar el Malditas Canciones Tour a la sala Joy Eslava de Madrid, on va obrir amb ple èxit la seva gira doble (2 anys consecutius) que el va portar per escenaris espanyols, colombians, argentins i d'altres llocs d'Amèrica Llatina. En aquesta obertura va comptar amb la col·laboració en viu de Pereza, a la cançó Jugando con vos. A partir d'aquesta gira, Coti va guanyar popularitat a la seva terra natal, l'Argentina, on va dur a terme més xous de presentació a diverses ciutats. El 18 de febrer de 2011 es va tancar el tour de Malditas Canciones amb gran èxit a Villa María, Córdoba, Argentina.
El juny del 2012 es va posar a la venda el seu sisè àlbum, Lo dije por boca de otro, en el qual realitza "covers" de les cançons que ell mateix va compondre per a altres artistes al llarg de la seva carrera musical, com la popular Color Esperanza, popularitzada per Diego Torres; ¿Dónde están, corazón?, per Enrique Iglesias; o Te quise tanto, per Paulina Rubio. Una vegada més va comptar amb la col·laboració d'artistes amics: Fito Páez a Andar Conmigo i Enrique Iglesias a ¿Dónde están, corazón?. Després d'una llarga gira per tots dos continents, a l'any següent es va realitzar una reedició d'aquest disc, incloent quatre nous tracksemes: Solamente vos, composta per a la telesèrie argentina homònima; una versió de Luz de día, portada a la fama anys enrere per Enanitos Verdes, amb Rosario Flores, gran amiga del compositor; i dues cançons en directe preses del concert al teatre Opera City de Buenos Aires el 6 d'octubre de 2012: Canción de Adiós i Otra vez.
La tardor de 2013, va cedir els drets d'autor de Color Esperanza a l'Associació Espanyola Contra el Càncer (AECC), perquè fos utilitzada en la campanya contra el càncer de mama. El tema va ser regravat per algunes de les millors veus femenines espanyoles: Chenoa, Nena Daconte, Rosario Flores, Luz Casal, Vanesa Martín, Rosana, Susana, d'Efecto Mariposa i Paula Rojo. Fou interpretat en directe en la gala benèfica Por Ellas, organitzada per Cadena 100 i celebrada el 26 d'octubre al Palau d'Esports de Madrid. El 2013, participà com a assessor de Rosario Flores a la segona edició del concurs de Telecinco La Voz.

## Vida personal
Coti està casat amb Valeria Larrarte, amb la qual té dos parells de bessons: Maia i Iván (1995) i Leyre i Dylan (2004). Actualment resideix a la ciutat de Rosario on posseeix el seu estudi de gravació, alternant la seva estada a Buenos Aires.

## Discografia
- Coti (2002)
- Canciones para llevar (2004)
- Esta mañana y otros cuentos (2005)
- Gatos y Palomas (2007)
- Malditas canciones (2009)
- Lo dije por boca de otro (2012)
- Qué esperas (2015)
- Tanta Magia (En Vivo En El Gran Rex) (2016)
- Coti Sorokin y los Brillantes en el Teatro Colon (2018)